# The Complete Silver Beatles
The Complete Silver Beatles är ett musikalbum från 1982 som innehåller 12 av de 15 låtarna som The Beatles gjorde som provinspelningar innan de slog igenom.
Den 1 januari 1962, som vid denna tid ännu inte var helgdag i Storbritannien, gjorde popgruppen The Beatles en provinspelning för skivbolaget Decca i London. Producent var Mike Smith, som tidigare rest till Liverpool för att se gruppen uppträda live på källarklubben Cavern. Smith hade blivit mycket entusiastisk över gruppens karisma på scenen och gruppens nye manager Brian Epstein lyckades förhandla sig till en provinspelning. Den karisma Smith fascinerats av lyckades man dock inte återskapa i studion och skivbolaget tackade nej till ett skivkontrakt. I stället skrev man kontrakt med popgruppen Brian Poole and The Tremeloes, som gjort en provinspelning samma dag.
På managern Brian Epsteins inrådan höll The Beatles sig främst till spela covers - eller standardlåtar, som de kallades på den tiden. Av 15 inspelade melodier var enbart tre egna kompositioner - samtliga av Lennon-McCartney: Like Dreamers Do, Hello Little Girl och Love of the Loved. Ingen av dessa tre skulle The Beatles spela in igen, men låtarna skulle däremot komma ut i inspelningar med andra artister: Love of the Loved med Cilla Black i september 1963, Hello Little Girl med The Fourmost i oktober 1963 och Like Dreamers Do med The Applejacks i juli 1964.
På 1970- och 1980-talen kom de 15 inspelningarna ut på olika s.k. bootlegs, dvs. olagliga och osanktionerade piratskivor. I Hunter Davies s.k. auktoriserade Beatlesbiografi från 1968 skriver han att Paul McCartney vid detta tillfälle sjöng Red Sails in the Sunset. Samma uppgift förekommer i fler böcker, men denna låt saknas på samtliga skivutgåvor. Om inspelningen inte förkommit, finns det skäl att anta att låten aldrig spelades in och att uppgifterna i litteraturen är fel.
1979 gavs till exempel bootlegskivan The Decca Tapes ut. 

## Låtlista The Decca Tapes

### Sid 1
1. Like Dreamers Do (Lennon-McCartney) Lead vocal: Paul McCartney
2. Money (Gordy-Bradford) Lead vocal: John Lennon
3. Till There Was You (Willson) Lead vocal: Paul McCartney
4. Sheik of Araby (Snyder-Wheeler-Smith) Lead vocal: George Harrison
5. To Know Him Is To Love Him (Phil Spector) Lead vocal: John Lennon
6. Take Good Care of My Baby (Gerry Goffin-Carole King) Lead vocal: George Harrison
7. Memphis (Chuck Berry) Lead vocal: John Lennon
8. Sure To Fall (Perkins-Cantrell-Claunch) Lead vocal: Paul McCartney

### Sid 2
1. Hello Little Girl (Lennon–McCartney) Lead vocal: John Lennon (+Paul McCartney)
2. Three Cool Cats (Leiber–Stoller) Lead vocal: George Harrison
3. Crying, Waiting, Hoping (Buddy Holly) Lead vocal: George Harrison
4. Love of the Loved (Lennon–McCartney) Lead vocal: Paul McCartney
5. September in the Rain (Warren) Lead vocal: Paul McCartney
6. Besame Mucho (Velazquez–Shaftel) Lead vocal: Paul McCartney
7. Searchin' (Leiber–Stoller) Lead vocal: Paul McCartney

Inspelningarna är gjorda i mono. Det finns anledning att anta att angivna sångare är korrekta. Det är värt att notera att George Harrison sjunger hela fyra melodier, vilket tyder på att han hade en mer framträdande roll i The Beatles innan George Martin tog över som producent. Även John Lennon sjunger fyra melodier medan Paul McCartney står vid mikrofonen hela sju gånger.
1983 gavs 12 av de 15 melodierna, dvs. alla utom de tre Lennon–McCartney-kompositionerna, ut på legal skiva kallad The Complete Silver Beatles (Audiofidelity AFELP 1047). Namnet är missvisande av två skäl. För det första är inte utgåvan komplett eftersom tre låtar saknas. För det andra hette gruppen inte The Silver Beatles vid denna tid. Det gjorde man bara en kort tid på våren eller sommaren 1960, så detta namn är här helt anakronistiskt. (Enligt en del historiker stavade man namnet Silver Beetles.) Även på denna skiva uppges vilka som sjunger, men uppgifterna skiljer sig från bootlegskivan The Decca Tapes. Här hävdas att det är John Lennon som sjunger Searchin’ och Sure To Fall, men aktiv lyssning tyder på att dessa uppgifter är fel och att man bör lita informationen på konvolutet till The Decca Tapes.

## Låtlista The Complete Silver Beatles

### Sid 1
1. Three Cool Cats
2. Crying, Waiting, Hoping
3. Besame Mucho
4. Searchin'
5. Sheik of Araby
6. Money

### Sid 2
1. To Know Him Is To Love Him
2. Take Good Care of My Baby
3. Memphis
4. Sure To Fall
5. Till There Was You
6. September In The Rain

När dubbel-CD:n Anthology 1 gavs ut 1995 fanns fem av inspelningarna från Decca med: Lennon-McCartneys Like Dreamers Do och Hello Little Girl, vilka för första gången nu kom ut legalt på skiva, samt coverlåtarna Searchin', Three Cool Cats och The Sheik of Araby, vilka båda sjungs av George Harrison. Samtliga Deccainspelningar finns nu således legalt utgivna på skiva utom Lennon-McCartneys Love of the Loved, som fortfarande är outgiven.
Den 6 juni 1962 skulle The Beatles göra en ny provinspelning - denna gång för producenten George Martin på EMI-bolaget Parlophone. Fortfarande hette trumslagaren Pete Best och gruppen fick ett skivkontrakt på villkor att han byttes ut. Den 6 juni spelade Beatles in fyra melodier, bland dessa återigen Besame Mucho. Denna låt är den enda bevarade bandinspelningen och den gavs också för första gången ut på dubbel-CD:n Anthology 1 1995. Dessutom hade man då återfunnit en uppressad provskiva av låten Love Me Do med Pete Best på trummor.
På The Beatles andra LP With The Beatles, som kom ut på Parlophone den 22 november 1963, hade gruppen gjort nya inspelningar av Till There Was You (återigen sjungen av Paul McCartney) och Money (That's What I Want) (återigen sjungen av John Lennon). Till There Was You var den enda coverlåten på den amerikanska varianten av LP:n kallad Meet The Beatles!, som gavs ut av Capitol den 20 januari 1964. Money (That's What I Want) kom i USA med på nästa Capitol-LP The Beatles' Second Album den 10 april 1964.